# Lista di legioni romane
Questo è un elenco di legioni romane. Si tratta principalmente di legioni del periodo tardo repubblicano ed imperiale romano; le legioni precedenti non erano permanenti.
I commenti a fianco delle legioni comprendono il periodo di vita della legione, le cause della scomparsa (se rilevanti) e il comandante originale, ovvero l'uomo che costituì la legione. Uno dei segni delle legioni è l'aquila.

## Legioni tardo repubblicane (58 - 31 a.C.)
| LEGIONE (senza numerale) | DATA CREAZIONE | CREATA DA          | DATA SCOMPARSA O NUOVA FORMAZIONE | CONFLUITA IN        | SIMBOLO E/O MONETAZIONE |
| ------------------------ | -------------- | ------------------ | --------------------------------- | ------------------- | ----------------------- |
| Legio Gemella            | 49 a.C.        | Gneo Pompeo Magno  | 48 a.C.                           | XXXV-XXXVIII        |                         |
| Legio Martia             | 49-48 a.C.     | Gaio Giulio Cesare | 42 a.C.                           | nessuna             |                         |
| Legio Pontica            | 48 a.C.        | Gaio Giulio Cesare | 30-14 a.C.                        | nessuna             |                         |
| Legio Vernacula          | 49 a.C.        | Gneo Pompeo Magno  | 31 a.C. (?)                       | legio I Augusta (?) |                         |

| LEGIONE (con numerale)                                                         | DATA CREAZIONE           | CREATA DA                                     | DATA SCOMPARSA O NUOVA FORMAZIONE | CONFLUITA IN                        | SIMBOLO E/O MONETAZIONE |
| ------------------------------------------------------------------------------ | ------------------------ | --------------------------------------------- | --------------------------------- | ----------------------------------- | ----------------------- |
| legio I (Cesare) (consolare)                                                   | 48 a.C.                  | Gaio Giulio Cesare                            | 31 a.C.                           | legio I Augusta (?)                 |                         |
| legio I (Marco Antonio)                                                        | 39/36 a.C.               | Marco Antonio                                 | 31/14 a.C.                        | nessuna                             |                         |
| legio I (Pansa)                                                                | 43 a.C.                  | Gaio Vibio Pansa                              | 31 a.C.                           | legio I Augusta (?)                 |                         |
| legio I (Pompeo)                                                               | 55 a.C.                  | Gneo Pompeo Magno                             | 31 a.C.                           | legio I Augusta (?)                 |                         |
| legio II (Cesare) (consolare) o legio II Gallica                               | 48/44 a.C.               | Gaio Giulio Cesare                            | 31 a.C.                           | legio II Augusta (?)                |                         |
| legio II (Marco Antonio)                                                       | 39/36 a.C. o 55 a.C.     | Marco Antonio o Gneo Pompeo Magno             | 31/14 a.C.                        | nessuna                             |                         |
| legio II (Pompeo)                                                              | 55 a.C.                  | Gneo Pompeo Magno                             | 44 a.C.                           | legio II (Marco Antonio) (?)        |                         |
| legio II (Pansa) o legio II Sabina                                             | 43 a.C. o 48 a.C. (?)    | Gaio Vibio Pansa                              | 31 a.C.                           | legio II Augusta (?)                |                         |
| legio III (Cesare) (consolare) o legio III Gallica                             | 48 a.C.                  | Gaio Giulio Cesare                            | continua nella                    | legio III Gallica                   |                         |
| legio III (Marco Antonio)                                                      | 36 a.C.                  | Marco Antonio                                 | 31 a.C. ?                         | legio III Cyrenaica                 |                         |
| legio III (Pansa)                                                              | 43 a.C. o 41-40 a.C.     | Gaio Vibio Pansa o Ottaviano                  | 31 a.C. (?)                       | legio III Augusta (?)               |                         |
| legio III (Pompeo)                                                             | 55 a.C.                  | Gneo Pompeo Magno                             | 48 a.C. (?)                       | Legio XV (Cesare) (?)               |                         |
| legio IIII (Cesare) (consolare)                                                | 48 a.C.                  | Gaio Giulio Cesare                            | 42/31 a.C.                        | legio IIII Macedonica               |                         |
| legio IIII (Marco Antonio)                                                     | 39/36 a.C.               | Marco Antonio                                 | 30-14 a.C.                        | IV Scythica                         |                         |
| legio IIII (Pansa) o legio IIII Sorana                                         | 43 a.C.                  | Gaio Vibio Pansa                              | 30-14 a.C.                        | legio IIII Macedonica               |                         |
| legio V (Cesare) o legio V Gallica o legio V Alaudae                           | 52 a.C.                  | Gaio Giulio Cesare                            | continua nella                    | legio V Alaudae                     |                         |
| legio V (Pompeo)                                                               | 49 a.C.                  | Gneo Pompeo Magno                             | 48 a.C. (?)                       | legio V (Cesare)                    |                         |
| legio V (Pansa) o legio V Urbana                                               | 43 a.C. (?)              | Gaio Vibio Pansa                              | 31 a.C. (?)                       | legio V (Cesare) (?)                |                         |
| legio VI (Cesare) o legio VI Gemella (?) o legio I (Pompeo) (?)                | 54/53 a.C.               | Gaio Giulio Cesare o Gneo Pompeo Magno (?)    | 31 a.C.                           | legio VI Ferrata e legio VI Victrix |                         |
| legio VI (pompeiani)                                                           | 47 a.C.                  | Pompeiani                                     | 46 a.C.                           | sciolta                             |                         |
| legio VII (Cesare) o legio VII Macedonica                                      | 91 a.C./58 a.C.          | Gaio Giulio Cesare                            | 46 a.C.                           | legio VII Claudia                   |                         |
| legio VII (Marco Antonio)                                                      | 44 a.C.                  | Marco Antonio                                 | 30-14 a.C.                        | sciolta                             |                         |
| legio VIII (Cesare) o legio VIII Gallica                                       | 91 a.C./58 a.C.          | Gaio Giulio Cesare                            | 46 a.C.                           | legio VIII Augusta                  |                         |
| legio VIII (Marco Antonio)                                                     | 39/36 a.C.               | Marco Antonio                                 | 30-14 a.C.                        |                                     |                         |
| legio VIIII (Cesare)                                                           | 91 a.C./58 a.C.          | Gaio Giulio Cesare                            | 46 a.C.                           | legio VIIII Hispana                 |                         |
| legio IX (Marco Antonio)                                                       | 39/36 a.C.               | Marco Antonio                                 | 30-14 a.C.                        |                                     |                         |
| legio X (Cesare) o legio X Equestris o legio X Veneria (?)                     | 90/89 a.C. (?) / 58 a.C. | Gaio Giulio Cesare                            | 46/45 a.C.                        | legio X Gemina                      |                         |
| legio X (Marco Antonio)                                                        | 39/36 a.C.               | Marco Antonio                                 | 30-14 a.C.                        |                                     |                         |
| legio X (Ottaviano)                                                            | 44 a.C.                  | Marco Emilio Lepido                           | continua nella                    | legio X Gemina                      |                         |
| legio XI (Cesare)                                                              | 58 a.C.                  | Gaio Giulio Cesare                            | 46 a.C.                           | legio XI Claudia                    |                         |
| legio XI (Marco Antonio)                                                       | 39/36 a.C.               | Marco Antonio                                 | 30-14 a.C.                        |                                     |                         |
| legio XII (Cesare) o legio XII Antiqua o legio XII Paterna o legio XII Victrix | 58 a.C.                  | Gaio Giulio Cesare                            | continua nella                    | legio XII Fulminata                 |                         |
| legio XIII (Cesare)                                                            | 57 a.C.                  | Gaio Giulio Cesare                            | 31 a.C.                           | legio XIII Gemina                   |                         |
| legio XIII (Marco Antonio)                                                     |                          | Marco Antonio                                 |                                   |                                     |                         |
| legio XIII (pompeiani)                                                         |                          |                                               |                                   |                                     |                         |
| legio XIIII (Cesare)                                                           | 57 a.C.                  | Gaio Giulio Cesare                            | continua nella                    | Legio XIIII Gemina                  |                         |
| legio XIIII (Marco Antonio)                                                    |                          | Marco Antonio                                 | 31 a.C.                           |                                     |                         |
| legio XV (Cesare)                                                              | 53 a.C.                  | Gaio Giulio Cesare                            | continua nella                    | Legio XV Apollinaris                |                         |
| legio XV (Marco Antonio)                                                       |                          | Marco Antonio                                 |                                   |                                     |                         |
| legio XVI (Cesare)                                                             | 49 a.C.                  | Gaio Giulio Cesare                            |                                   |                                     |                         |
| legio XVI (Marco Antonio)                                                      |                          | Marco Antonio                                 |                                   |                                     |                         |
| legio XVII (Cesare)                                                            | 49 a.C.                  | Gaio Giulio Cesare                            |                                   |                                     |                         |
| legio XVII Classica                                                            | 41 a.C. (?)              | Ottaviano Augusto                             | continua nella                    | legio XVII                          |                         |
| legio XVIII (Cesare)                                                           | 49 a.C.                  | Gaio Giulio Cesare                            |                                   |                                     |                         |
| legio XVIII Cornelei Spinteri                                                  | 56-53 a.C.               | Publio Cornelio Lentulo Spintere              | 49 a.C.                           | legio Gemella                       |                         |
| legio XVIII Lybica                                                             | 41 a.C.                  | Ottaviano Augusto                             | continua nella                    | legio XVIII                         |                         |
| legio XIX (Cesare) o legio XIX Paterna                                         | 49 a.C.                  | Gaio Giulio Cesare                            |                                   |                                     |                         |
| legio XIX (Marco Antonio)                                                      |                          | Marco Antonio                                 |                                   |                                     |                         |
| legio XX (Cesare)                                                              | 49 a.C.                  | Gaio Giulio Cesare                            |                                   |                                     |                         |
| legio XX (Marco Antonio)                                                       |                          | Marco Antonio                                 |                                   |                                     |                         |
| legio XX Siciliana                                                             |                          |                                               |                                   |                                     |                         |
| legio XXI (Cesare)                                                             | 49 a.C.                  | Gaio Giulio Cesare                            |                                   |                                     |                         |
| legio XXI (Marco Antonio)                                                      |                          | Marco Antonio                                 |                                   |                                     |                         |
| legio XXII (Marco Antonio)                                                     |                          | Marco Antonio                                 |                                   |                                     |                         |
| legio XXII Cyrenaica                                                           | 48 a.C.                  | Deiotaro alleato di Pompeo                    | continua nella                    | legio XXII Deiotariana              |                         |
| legio XXIII (Cesare)                                                           | 49 a.C.                  | Gaio Giulio Cesare                            |                                   |                                     |                         |
| legio XXIII (Marco Antonio)                                                    |                          | Marco Antonio                                 |                                   |                                     |                         |
| legio XXIIII (Cesare)                                                          | 49 a.C.                  | Gaio Giulio Cesare                            |                                   |                                     |                         |
| legio XXIIII (Marco Antonio)                                                   |                          | Marco Antonio                                 |                                   |                                     |                         |
| legio XXV (Cesare)                                                             | 49 a.C.                  | Gaio Giulio Cesare                            |                                   |                                     |                         |
| legio XXV (Marco Antonio)                                                      |                          | Marco Antonio                                 |                                   |                                     |                         |
| legio XXVI (Cesare)                                                            | 49 a.C.                  | Gaio Giulio Cesare                            |                                   |                                     |                         |
| legio XXVII (Cesare)                                                           | 49 a.C.                  | Gaio Giulio Cesare                            |                                   |                                     |                         |
| legio XXVII (Marco Antonio)                                                    |                          | Marco Antonio                                 |                                   |                                     |                         |
| legio XXVIII (Cesare)                                                          | 49 a.C.                  | Gaio Giulio Cesare                            |                                   |                                     |                         |
| legio XXIX (Cesare)                                                            | 49 a.C.                  | Gaio Giulio Cesare                            |                                   |                                     |                         |
| legio XXIX (Marco Antonio)                                                     |                          | Marco Antonio                                 |                                   |                                     |                         |
| legio XXX (Cesare)                                                             | 49 a.C.                  | Gaio Giulio Cesare                            |                                   |                                     |                         |
| legio XXX (Marco Antonio)                                                      |                          | Marco Antonio                                 |                                   |                                     |                         |
| legio XXX Classica                                                             |                          |                                               |                                   |                                     |                         |
| legio XXXI (Cesare)                                                            | 49 a.C.                  | Gaio Giulio Cesare                            |                                   |                                     |                         |
| legio XXXII (Cesare)                                                           | 49 a.C.                  | Gaio Giulio Cesare                            |                                   |                                     |                         |
| legio XXXIII (Cesare)                                                          | 49 a.C.                  | Gaio Giulio Cesare                            |                                   |                                     |                         |
| legio XXXIIII (Cesare)                                                         | 49 a.C.                  | Gaio Giulio Cesare                            |                                   |                                     |                         |
| legio XXXV (Cesare)                                                            | 48 a.C. dopo Farsalo     | Gaio Giulio Cesare (con resti legioni Pompeo) | 30-14 a.C.                        | nessuna                             |                         |
| legio XXXVI (Cesare)                                                           | 48 a.C. dopo Farsalo     | Gaio Giulio Cesare (con resti legioni Pompeo) | 30-14 a.C.                        | nessuna                             |                         |
| legio XXXVII (Cesare)                                                          | 48 a.C. dopo Farsalo     | Gaio Giulio Cesare (con resti legioni Pompeo) | 30-14 a.C.                        | nessuna                             |                         |
| legio XXXVIII (Cesare)                                                         | 48 a.C. dopo Farsalo     | Gaio Giulio Cesare (con resti legioni Pompeo) | 30-14 a.C.                        | nessuna                             |                         |
| legio XXXIX (Cesare)                                                           | 47 / 45 a.C.             | Gaio Giulio Cesare                            | 30-14 a.C.                        | nessuna                             |                         |
| legio XXXX (Cesare)                                                            | 47 / 45 a.C.             | Gaio Giulio Cesare                            | 30-14 a.C.                        | nessuna                             |                         |
| legio XXXXI (Cesare)                                                           | 47 / 45 a.C.             | Gaio Giulio Cesare                            | 30-14 a.C.                        | nessuna                             |                         |

## Legioni dell'alto impero, fino ai Severi (30 a.C. - 235)
Questa è una lista delle legioni dell'Alto Impero (in ordine alfanumerico), dal regno di Augusto fino ai Severi, con il nomitativo delle legioni "attive" del periodo ed i loro rispettivi simboli.
| LEGIONE                     | NASCE DA... e AL FINE DI...                                                                                        | DATA CREAZIONE | CREATA DA IMPERATORE o RI-FORMATA DA... | DATA DI ULTIMA ATTESTAZIONE | SIMBOLO DELLA LEGIONE e MONETAZIONE  |
| --------------------------- | --- | -------------- | --------------------------------------- | --------------------------- | ------------------------------------ |
| I Augusta                   | Legio I di Pompeo e/o legio I di Cesare                                                                            | 30 a.C.        | Augusto                                 | 19 a.C.                     | Toro (?)                             |
| I Germanica                 | I Augusta | 19/17 a.C.     | Augusto                                 | 70                          | Toro (?)                             |
| I Adiutrix                  | Classis Praetoria Misenensis Pia Vindex                                                                            | 68             | Nerone                                  | V secolo                    | Capricorno e pegaso                  |
| I Italica                   | prima in oriente come Legio Phalanx Alexandri Magni; poi di stanza in Italia durante l'anno dei quattro imperatori | 66 o 67        | Nerone                                  | V secolo                    | Cinghiale e toro                     |
| I Macriana liberatrix       | Lucio Clodio Macro proconsole d'Africa                                                                             | 68             |                                         | 69                          | sconosciuto                          |
| I Minervia                  | per campagne in Germania                                                                                           | 82/83          | Domiziano                               | metà IV secolo              | Minerva e ariete                     |
| I Parthica                  | per campagne in Parthia                                                                                            | 197            | Settimio Severo                         | V secolo                    | Centauro                             |
| II Adiutrix Pia Fidelis     | Classis Praetoria Ravennatis Pia Vindex                                                                            | 69             | Vespasiano                              | V secolo                    | Capricorno e pegaso                  |
| II Augusta                  | Legio II Gallica                                                                                                   | 30 a.C.        | Augusto                                 | V secolo                    | Capricorno, pegaso e Marte           |
| II Italica                  | a difesa dell'Italia                                                                                               | 165 o 166      | Marco Aurelio e Lucio Vero              | V secolo                    | Lupa e gemelli; capricorno o cicogna |
| II Parthica                 | per campagne in Parthia                                                                                            | 197            | Settimio Severo                         | V secolo                    | Centauro                             |
| II Traiana Fortis           | per campagne in Parthia                                                                                            | 108/109        | Traiano                                 | V secolo                    | Ercole                               |
| III Augusta                 | legio III (Pansa)                                                                                                  | 30 a.C.        | Augusto                                 | V secolo                    | Capricorno e pegaso                  |
| III Cyrenaica               | legio III (Marco Antonio)                                                                                          | 30 a.C.        | Augusto                                 | V secolo                    | sconosciuto                          |
| III Gallica                 | legio III (Cesare)                                                                                                 | 30 a.C.        | Augusto                                 | V secolo                    | Toro                                 |
| III Italica                 | a difesa dell'Italia                                                                                               | 165 o 166      | Marco Aurelio e Lucio Vero              | V secolo                    | Cicogna                              |
| III Parthica                | per campagne in Parthia                                                                                            | 197            | Settimio Severo                         | V secolo (?)                | Toro                                 |
| IV Flavia Felix             | IIII Macedonica | 69/70          | Vespasiano                              | V secolo                    | Leone                                |
| IV Italica                  | per le campagne contro Sasanidi                                                                                    | 231            | Alessandro Severo                       | V secolo                    | sconosciuto                          |
| IV Macedonica               | Legio IIII (Cesare)                                                                                                | 48 a.C.        | Augusto                                 | 69/70                       | Toro e capricorno                    |
| IV Scythica                 | Legio IIII (Marco Antonio)                                                                                         | 30 a.C.        | Augusto                                 | V secolo                    | Capricorno                           |
| V Alaudae                   | Legio V (Cesare)                                                                                                   | 30 a.C.        | Augusto                                 | 86/92                       | Elefante                             |
| V Macedonica                | Legio V Urbana | 30 a.C.        | Augusto                                 | V secolo                    | Toro e aquila                        |
| VI Ferrata                  | Legio VI Gemella                                                                                                   | 30 a.C.        | Augusto                                 | fine del III secolo         | Toro e lupa                          |
| VI Victrix                  | Legio VI Gemella                                                                                                   | 30 a.C.        | Augusto                                 | V secolo                    | Toro                                 |
| VII Claudia Pia Fidelis     | Legio VII (Cesare)                                                                                                 | 30 a.C.        | Augusto                                 | V secolo                    | Toro e leone (?)                     |
| VII Gemina                  | guerra civile 68-69                                                                                                | 68             | Galba                                   | V secolo                    | sconosciuto                          |
| VIII Augusta                | Legio VIII (Cesare)                                                                                                | 30 a.C.        | Augusto                                 | IV secolo (?)               | Toro                                 |
| IX Hispana                  | Legio IX (Cesare)                                                                                                  | 30 a.C.        | Augusto                                 | 161/162                     | sconosciuto                          |
| X Fretensis                 | Legio X (Ottaviano)                                                                                                | 41/40 a.C.     | Augusto                                 | V secolo                    | Toro e cinghiale                     |
| X Gemina                    | Legio X (Cesare)                                                                                                   | 30 a.C.        | Augusto                                 | V secolo                    | Toro                                 |
| XI Claudia Pia Fidelis      | Legio XI (Cesare)                                                                                                  | 30 a.C.        | Augusto                                 | V secolo                    | Nettuno                              |
| XII Fulminata o XII Victrix | Legio XII (Cesare)                                                                                                 | 30 a.C.        | Augusto                                 | V secolo                    | Fulmine                              |
| XIII Gemina                 | Legio XIII (Cesare)                                                                                                | 30 a.C.        | Augusto                                 | V secolo                    | Leone                                |
| XIV Gemina Martia Victrix   | Legio XIIII (Cesare)                                                                                               | 30 a.C.        | Augusto                                 | V secolo                    | Capricorno                           |
| XV Apollinaris              | Legio XV(Cesare)                                                                                                   | 30 a.C.        | Augusto                                 | V secolo                    | Apollo (?) o grifone (?)             |
| XV Primigenia               | per la campagna in Germania Magna di Caligola (mai realizzata)                                                     | 39             | Caligola                                | 70                          | dea Fortuna                          |
| XVI Gallica                 | legio XVI (Ottaviano)                                                                                              | 30 a.C.        | Augusto                                 | 69/70                       | Leone (?)                            |
| XVI Flavia Firma            | XVI Gallica | 69/70          | Vespasiano                              | V secolo                    | Leone                                |
| Legio XVII                  | XVII Classica | 30 a.C.        | Augusto                                 | 9 (Teutoburgo)              | sconosciuto                          |
| Legio XVIII                 | XVIII Lybica | 30 a.C.        | Augusto                                 | 9 (Teutoburgo)              | sconosciuto                          |
| Legio XIX                   | XIX Paterna | 30 a.C.        | Augusto                                 | 9 (Teutoburgo)              | sconosciuto                          |
| XX Valeria Victrix          | | 30 a.C.        | Augusto                                 | IV secolo                   | Cinghiale e capricorno               |
| XXI Rapax                   | | 30 a.C.        | Augusto                                 | 92 o 101/106?               | Capricorno                           |
| XXII Deiotariana            | | 30 a.C.        | Augusto                                 | 132/135                     | sconosciuto                          |
| XXII Primigenia             | per la campagna in Germania Magna di Caligola (mai realizzata)                                                     | 39             | Caligola                                | IV secolo                   | Capricorno e Ercole                  |
| XXX Ulpia Victrix           | per guerra contro Daci                                                                                             | 99/101         | Traiano                                 | IV secolo                   | Capricorno, Nettuno e Giove          |

## Legioni del III-prima metà del IV secolo: da Massimino Trace (235) a Costantino (324-337)
Nuove e numerose legioni furono formate durante il periodo dell'anarchia militare (235-285), ma soprattutto da Diocleziano e Costantino I. Con la riforma tetrarchica il numero complessivo delle legioni fu portato nel 300 a 53/56, mentre con l'ascesa al trono di Costantino I ed il ripristino di una monarchia dinastica, il numero delle legioni romane fu elevato ulteriormente fino a 62/64, attorno all'anno 330. Fu soprattutto quest'ultimo, nella seconda parte del suo regno (dal 324 al 337), quando rimase unico Augusto, a riorganizzare l'esercito imperiale, per rispondere meglio alle esigenze del tempo che vedevano una sempre più marcata minaccia delle popolazioni barbariche del nord Europa e a quella dei Sasanidi dall'Oriente. L'esercito cominciò già con Gallieno, poi con Diocleziano, ed infine con Costantino I e venir diviso in unità di frontiera (disposte in accampamenti fortificati lungo i confini imperiali), e in unità dell'esercito campale "mobile" (ovvero armate, tipicamente stazionanti dietro le frontiere, e in grado di intervenire, dove c'era bisogno).
L'aspetto complessivo che l'esercito assunse conseguentemente all'operato di Diocleziano, lodato dallo storico Zosimo, è quello di un apparato quantitativamente concentrato lungo le frontiere, che nello stesso tempo però manteneva un ristretto nucleo mobile centrale qualitativamente eccelso, il comitatus. Diocleziano, infatti, perfezionò ciò che di buono era stato "riformato" sotto Gallieno e gli imperatori Illirici (da Aureliano a Marco Aurelio Caro). Egli, difatti, trasformò la "riserva strategica mobile" introdotta da Gallieno in un vero e proprio "esercito mobile" detto comitatus ("compagnia"), nettamente distinto dall'"esercito di confine" o limitaneo.
| LEGIONE                                                | NASCE DA... e AL FINE DI...  | DATA CREAZIONE                                       | CREATA DA IMPERATORE                                              | DATA DI ULTIMA ATTESTAZIONE | SIMBOLO DELLA LEGIONE e/o MONETAZIONE |
| ------------------------------------------------------ | ---------------------------- | ---------------------------------------------------- | ----------------------------------------------------------------- | --------------------------- | ------------------------------------- |
| I Armeniaca                                            | per limes armeniaco          | 300 ca.                                              | Diocleziano/Galerio                                               | V secolo                    | legio pseudocomitatense               |
| I Flavia Constantia                                    | per limes d'Oriente          | 293 circa o (più probabilmente) prima metà IV secolo | Costanzo Cloro o (più probabilmente) Costanzo II                  | V secolo                    | legio comitatensis                    |
| I Flavia Gallicana Constantia                          | per limes della Gallia       | fine III/inizi IV secolo                             | Costanzo Cloro                                                    | V secolo                    | legio pseudocomitatense               |
| I Flavia Gemina                                        | per limes della Tracia/Mesia | fine III/inizi IV secolo                             | Costanzo Cloro o (più probabilmente) Costantino I (post 324)      | V secolo                    | legio comitatensis                    |
| I Flavia Martis (o Flavia Metis)                       | per limes della Gallia       | fine III/inizi IV secolo                             | Costanzo Cloro                                                    | V secolo                    | legio pseudocomitatense               |
| I Flavia Pacis                                         | per limes della Gallia       | fine III/inizi IV secolo                             | Costanzo Cloro o Costantino I                                     | V secolo                    | legio comitatensis                    |
| I Flavia Theodosiana                                   |                              | ultimo quarto del IV secolo                          | Teodosio I                                                        | V secolo                    | legio comitatensis                    |
| I Illyricorum                                          | per regno di Palmira         | 271/273                                              | Aureliano                                                         | V secolo                    | legio limitanea                       |
| I Iovia                                                | per Scythia                  | 285/294                                              | Diocleziano                                                       | V secolo                    | legio limitanea                       |
| I Isaura Sagittaria (o Isauria)                        | per Scythia                  | 278 ca.                                              | Marco Aurelio Probo                                               | V secolo                    | legio pseudocomitatense               |
| I Iulia Alpina                                         | per Claustra Alpium Iuliarum | 270-271 o prima metà IV secolo                       | Aureliano o Crispo o Costanzo II                                  | V secolo                    | legio pseudocomitatense               |
| I Martia Victrix (o Martiorum)                         | per Germania superiore       | fine III secolo (?)                                  | Diocleziano (?)                                                   | IV secolo                   |                                       |
| I Maximiana o I Maximiana Thebaeorum                   | per limes in Egitto          | 296-297                                              | Diocleziano e Massimiano                                          | V secolo                    | legio comitatensis                    |
| I Noricorum (o Norica)                                 | per limes nel Norico         | 278?-284?                                            | Probo? o Diocleziano?                                             | V secolo                    | legio limitanea                       |
| I Pontica                                              | per limes nel Ponto          | 278?-288?                                            | Probo? o Diocleziano?                                             | V secolo                    | legio limitanea                       |
| I Valentiniana                                         |                              | 365 ca.                                              | Valentiniano I                                                    | V secolo                    | legio limitanea                       |
| II Armeniaca                                           | per limes armeniaco          | 294/300 ca.                                          | Diocleziano e Galerio                                             | V secolo                    | legio pseudocomitatense               |
| II Felix Valentis Thebaeorum                           | limes orientale              | 365 ca.                                              | Valente                                                           | V secolo                    | legio comitatensis                    |
| II Flavia Constantia o II Flavia Constantia Thebaeorum | per limes orientale          | 293 circa o (più probabilmente) tra 325 e 350        | Costanzo Cloro o (più probabilmente) Costantino I e/o Costanzo II | V secolo                    | legio comitatensis                    |
| II Flavia Constantiniana                               | per parte occidentale        | 325-337                                              | Costantino I e/o Costantino II                                    | V secolo                    | legio comitatensis                    |
| II Flavia Gemina                                       | per limes basso Danubio      | ...                                                  | ...                                                               | V secolo                    | legio comitatensis                    |
| II Flavia Virtutis                                     | per limes orientale          | post 335                                             | Costanzo II                                                       | V secolo                    | legio comitatensis                    |
| II Herculia                                            | per Scythia                  | 285/294                                              | Diocleziano                                                       | V secolo                    | legio limitanea                       |
| II Isaura (o Isauria)                                  | per Isauria                  | 278 ca.                                              | Marco Aurelio Probo                                               | V secolo                    | legio limitanea                       |
| II Iulia Alpina                                        | per Claustra Alpium Iuliarum | 270-271 o prima metà IV secolo                       | Aureliano o Crispo o Costanzo II                                  | V secolo                    | legio pseudocomitatense               |
| II Theodosiana                                         | per Ponto                    | 379-392                                              | Teodosio I (?)                                                    | V secolo                    | legio comitatensis                    |
| II Valentiniana                                        | per Egitto                   | 365 ca.                                              | Valentiniano I (?)                                                | V secolo                    | legio limitanea                       |
| III Diocletiana                                        | per Egitto                   | 298 ca.                                              | Diocleziano                                                       | V secolo                    | legio comitatensis                    |
| III Flavia Salutis                                     | per limes orientale          | 335-337 (?)                                          | Costanzo II                                                       | V secolo (?)                | legio comitatensis                    |
| III Herculia                                           | per limes retico             | 288-289                                              | Massimiano                                                        | V secolo                    | legio comitatensis                    |
| III Isaura (o Isauria)                                 | per Isauria                  | 278 ca.                                              | Marco Aurelio Probo                                               | V secolo                    | legio limitanea                       |
| III Iulia Alpina                                       | per Claustra Alpium Iuliarum | 270-271 o prima metà IV secolo                       | Aureliano o Crispo o Costanzo II                                  | V secolo                    | legio comitatensis                    |
| IIII Martia                                            | per limes arabicus/Palmira   | 272                                                  | Aureliano                                                         | V secolo                    | legio limitanea                       |
| IIII Martia                                            | per limes orientale          | 293                                                  | Diocleziano/Galerio                                               | V secolo                    | legio limitanea                       |
| IIII Parthica                                          | per Osroene                  | 300/305                                              | Diocleziano                                                       | VI secolo                   | legio limitanea                       |
| V Iovia                                                | per limes pannonicus         | 294                                                  | Diocleziano                                                       | V secolo                    | legio limitanea                       |
| V Martia                                               | per limes orientale          | 256                                                  | Valeriano                                                         | distrutta nel 260 (?)       | legio limitanea                       |
| V Parthica                                             | per limes orientale          | 300/305                                              | Diocleziano                                                       | distrutta nel 359           | legio limitanea                       |
| VI Gallicana                                           | per Germania superiore       | 257                                                  | Gallieno                                                          | (?)                         | legio limitanea                       |
| VI Herculia                                            | per limes pannonicus         | 294                                                  | Diocleziano                                                       | V secolo                    | legio limitanea                       |
| VI Parthica                                            | per limes orientale          | 300/305                                              | Diocleziano                                                       | V secolo                    | legio pseudocomitatense               |

## Nuove legioni (o distaccamenti legionari): da Costantino (324-337) allaNotitia Dignitatum(400 ca.)
In questa parte dell'elenco sono menzionate tutte quelle nuove legioni create dopo la disfatta di Licinio del 324, quando Costantino I, rimase unico Augustus dell'Impero romano. In realtà a partire dalla seconda parte del suo regno molte delle legioni tradizionali (composte da 5.000/5.500 armati) cominciarono, in modo assai più evidente, ad inviare loro vexillationes in forti/fortezze di nuova costruzione, o in città/borghi, perdendo la loro abituale numerazione, ma soprattutto non facendo più ritorno alla sede principale della "legione madre". Alcuni studiosi hanno creduto che ciò andasse ad aumentare considerevolmente il numero delle legioni, in realtà molte di queste legioni erano semplici "distaccamenti legionari" (es. gli Ioviani dalla legio I Iovia, i Septimiani dalla legio VII Claudia, ecc.) formati ora da 1.000/1.500 armati, prelevati dalla "legione madre" (di 5.500 armati), che andava così in modo definitivo a ridurre i propri effettivi. È vero anche che se buona parte di queste legioni "nacquero" da questo scorporo, altre furono create ex novo, da reparti specifici dell'esercito romano (es. i Ballistari, quali reparti di artiglieria) o da vecchie unità ausiliarie (es. i Germaniciani).
Fu, infatti, Costantino ad operare una vera e propria riforma, più di Diocleziano. Il percorso che egli compì, fu però graduale nel corso degli ultimi tredici anni di regno (dal 324 al 337, anno della sua morte). Molte legioni alto-imperiali divennero unità di frontiera, in quanto stanziate in accampamenti fortificati lungo il limes romano.
In sintesi possiamo così riassumere la nuova organizzazione delle nuove legioni romane:
1. la legio palatina, appartenente all'esercito mobile praesentalis che dipendeva direttamente dall'imperatore;
2. la legio comitatensis, facente parte di quelle unità "mobili regionali" a disposizione dei singoli Cesari (nel caso dei figli di Costantino) o dei vari magistri militum non-praesentalis (non di "corte");
3. la legio pseudocomitatensis, ovvero quel genere di unità "prestate" dalle frontiere imperiali all'esercito "mobile";
4. la legio limitanea, facente parte di quelle unità poste a difesa "lungo le frontiere" dei Limitanei e/o dei Riparienses.

| LEGIONE                                                           | NASCE DA... e AL FINE DI...                   | DATA CREAZIONE                   | CREATA DA IMPERATORE       | TIPO DI UNITA'           | SIMBOLO DELLA LEGIONE |
| ----------------------------------------------------------------- | --------------------------------------------- | -------------------------------- | -------------------------- | ------------------------ | --------------------- |
| Abrincanteni                                                      | Abrincatum (città della Gallia Lugdunense)    | 324-337                          | Costantino I               | Legio pseudocomitatenses |                       |
| Antianenses                                                       | Antiana (fortezza presso Aquincum)            | 324-337                          | Costantino I               | Legio pseudocomitatenses |                       |
| Armenii                                                           | da legioni I e II Armeniaca                   | post Notitia Dignitatum ante 536 | Giustiniano I (?)          | Legio pseudocomitatenses |                       |
| Armigeri defensores seniores e Armigeri defensores iuniores       | da Armigeri defensores                        | 324-337                          | Costantino I               | Legio comitatensis       |                       |
| Armigeri propugnatores seniores e Armigeri propugnatores iuniores | da Armigeri propugnatores                     | 324-361                          | Costantino I o Costanzo II | Legio palatina           |                       |
| Augustenses                                                       | da città di Augustae in Moesia II             | 324-337                          | Costantino I               | Legio comitatensis       |                       |
| Balistarii Dafnenses                                              | da reparti di ballistari in Moesia II (Dafne) | post 253-268                     | post Gallieno              | Legio comitatensis       |                       |
| Balistarii seniores e Balistarii iuniores                         | da reparti di ballistari                      | 365                              | Valentiniano I e Valente   | Legio comitatensis       |                       |
| Balistarii Theodosiaci e Balistarii Theodosiani iuniores          | da reparti di ballistari                      | 379-395                          | Teodosio I                 | Legio pseudocomitatenses |                       |
| Britones seniores e Britones iuniores                             | dalla Britannia                               | 324-337                          | Costantino I               | Legio palatina           |                       |